# 유환진
유환진(柳桓溱, 1975년 1월 18일 ~ )은 KBO 리그 전 쌍방울 레이더스, 삼성 라이온즈의 포수이며 투수리드 능력이 뛰어나다는 평가를 받았으나 대학 때 입은 어깨 부상 탓인지 재활에 시간을 보내느라 주전 자리를 차지하는 데 실패했고 1999년 말 쌍방울이 해체되자 삼성 유니폼을 입었으며 삼성의 자매구단이었던 요미우리 자이언츠가 삼성에 백업 포수를 요청한 것에 맞춰 일본으로 떠나 불펜 포수를 맡았다.

## 출신학교
- 충암초등학교
- 충암중학교
- 충암고등학교
- 원광대학교

## 가족관계
아내 이유진 씨와 아들 유원진을 두고 있다.